# Franz Jakob Späth
Franz Jakob Späth (* 1714; ▭ 23. Juli 1786 in Regensburg) war ein deutscher Orgel- und Klavierbauer.

## Leben
Franz Jakob Späth (auch „Spath“, „Speth“) wurde 1714 als Sohn des Orgelbauers Johann Jakob Späth (1672–1760) geboren. Seine Ausbildung erhielt er vermutlich im Betrieb seines Vaters. Er erhielt 1747 das Patent des Orgel- und Instrumentenbauers und übernahm um 1760 die elterliche Werkstatt. Am 6. Oktober 1747 heiratete er in seiner Geburtsstadt Johanna Rosina Späth (ca. 1720–1790) und erhielt in diesem Jahr das Bürgerrecht der Stadt. Von den Kindern überlebten nur zwei Töchter. Am 28. September 1772 heiratete Christoph Friedrich Schmahl (1739–1814) Späths Tochter Anna Felicitas. Späth wurde am 23. Juli 1786 auf dem Lazarusfriedhof in Regensburg begraben.

## Werk
Späth baute neue Orgeln in den beiden evangelischen Kirchen in Regensburg: 1750 für 1200 Gulden in der Oswaldkirche (II/P/18) und 1758 für 1100 Gulden in der Dreieinigkeitskirche (II/P/26) und pflegte diese. Auch ein Orgelbauauftrag mit dem Regensburger Dom kam zustande: Nach einem repräsentativen, aber abgelehnten Entwurf für eine Orgel über dem Haupteingang, baute er zwischen 1770 und 1774 ein Instrument mit 24 Registern und 446 Pfeifen (Wie diese unglaubwürdige Angabe der Anzahl der Pfeifen zustande gekommen war, darüber schweigen sich die Quellen aus). Die neue südliche Musikempore mit der Orgel war auch ein prägnanter Blickfang des barockisierten Doms. Dieses Instrument diente bis zum Jahr 1835, erfüllte dann aber nicht mehr die geltenden Anforderungen an den optischen und klanglichen Zeitgeschmack. Daher wurde bei der Purifizierung (Regotisierung) der Kathedrale das Instrument entfernt.
| Jahr     | Ort        | Kirche                      | Bild       | Manuale | Register | Bemerkungen |
| -------- | ---------- | --------------------------- | ---------- | ------- | -------- | --- |
| 1750     | Regensburg | St. Oswald                  | St. Oswald | II/P    | 18       | erhalten, 1991 restauriert von Johannes Klais Orgelbau, inzwischen Milderung der Temperatur, Fugari schwebend gestimmt. |
| 1758     | Regensburg | Dreifaltigkeits(berg)kirche |            |         |          | nicht erhalten |
| 1759     | Regensburg | Dreieinigkeitskirche        |            | II/P    | 26       | Prospekt erhalten. Neubau von Hendrik Ahrend. „Bachorgel“ Einweihung am 27. September 2020.                             |
| 1774     | Regensburg | Dom St. Peter               |            | II/P    | 24       | Orgel auf der Musikgalerie im südlichen Querschiff, 1835 abgebrochen, nicht erhalten.                                   |
| vor 1787 | Schwabach  | St. Johannes und St. Martin |            |         |          | nicht erhalten, 1831 Neubau Bittner                                                                                     |

### Klavierbau
Späth machte sich zudem auch einen großen Namen als Klavierbauer: Zusammen mit seinem Schwiegersohn, der 1774 als Teilhaber in die Firma einstieg, entwickelte er die Mechanik des Tangentenklaviers weiter und wurde damit weit über die Landesgrenzen hinaus bekannt. Wolfgang Amadeus Mozart schrieb in einem Brief im Jahr 1777: „Ehe ich noch vom stein seiner arbeit etwas gesehen habe, waren mir die spättischen Claviere die liebsten“. Abgesehen von den frühen, für Cembalo geschriebenen Kompositionen, hat Mozart vermutlich seine bis zu diesem Jahr entstandenen Klavierwerke für diese Art von Instrumenten geschrieben.

### Erhaltenes Instrument
Späths überaus akkurate Bauweise seiner Orgeln verrät zudem auch die intensive Tätigkeit als Klavierbauer. Nur noch seine Orgel aus dem Jahr 1750 in der Regensburger Oswaldkirche ist erhalten. Nach einem etwas weniger gut gelungenen Umbau zur „Nutzbarmachung für das Bachspiel“ im Jahr 1955 durch den Orgelbauer Paul Ott und der späteren, notwendigen Rekonstruktion von Johannes Klais im Jahr 1991 präsentiert sich die Orgel wieder wie zu ihrer Erbauungszeit mit ihrem typischen süddeutschen Klang. Die Disposition lautet:
| I Hauptmanual C–c3 |                    |            |
| 1.                 | Regata primaria    | (Pr. 8′)   |
| 2.                 | Pileaeta major     | (Ged. 8′)  |
| 3.                 | Quintitenens       | (8′)       |
| 4.                 | Fugari             | (8′)       |
| 5.                 | Gamba con traverso | (8′)       |
| 6.                 | Diapason           | (4′)       |
| 7.                 | Sesquialtera       | (22/3′)    |
| 8.                 | Cornetti           |            |
| 9.                 | Miscella acuta     | (Mx. V 2′) |

| II Positiv C–c3 |                |      |
| 10.             | Bourdon        | (8′) |
| 11.             | Tibia Vulgaris | (4′) |
| 12.             | Salicet        | (4′) |
| 13.             | Flageolet      | (2′) |
| 14.             | Diapente       | (3′) |

| Pedal C–a0 |                  |           |
| 15.        | Pileata maxima   | (Sb. 16′) |
| 16.        | Basso di Violone | (8′)      |
| 17.        | Basset           | (8′)      |
| 18.        | Violone          | (8′)      |

- Koppeln: Schiebekoppel II/I, „Tutti“ (Pedalkoppel für beide Werke)
- Nebenregister: 1 Kanaltremulant für das ganze Werk

## Tonträger (Auswahl)
- Musik der Gesandten. Werke von Johann Kaspar Kerll, Georg Muffat, Johann Pachelbel, Johann Ludwig Krebs, Joseph Ferdinand Seeger, Justin Heinrich Knecht und Jiri Karel Holtzmaister. Stefan Baier an der Orgel von Frantz Jacob Späth (1750) in St. Oswald Regensburg. Ambiente, 2011.